# Correllengua
El Correllengua és una iniciativa popular que se celebra anualment en els territoris de parla catalana amb l'objectiu de mostrar la vitalitat de la llengua catalana i fomentar-ne l'ús social. Consisteix en la celebració de múltiples activitats de caràcter lúdic, festiu, pedagògic i reivindicatiu a diversos pobles, barris i ciutats que comparteixen, com a element cohesionador, l'anomenat «Pas de la flama» i la lectura del manifest, que cada any s'encarrega a una figura de prestigi que s'hagi significat pel seu posicionament en defensa de la llengua i la cultura catalana. La coordinació dels actes va a càrrec de la Coordinadora d'Associacions per la Llengua Catalana (CAL), Acció Cultural del País Valencià (ACPV) i Joves de Mallorca per la Llengua.

## Història

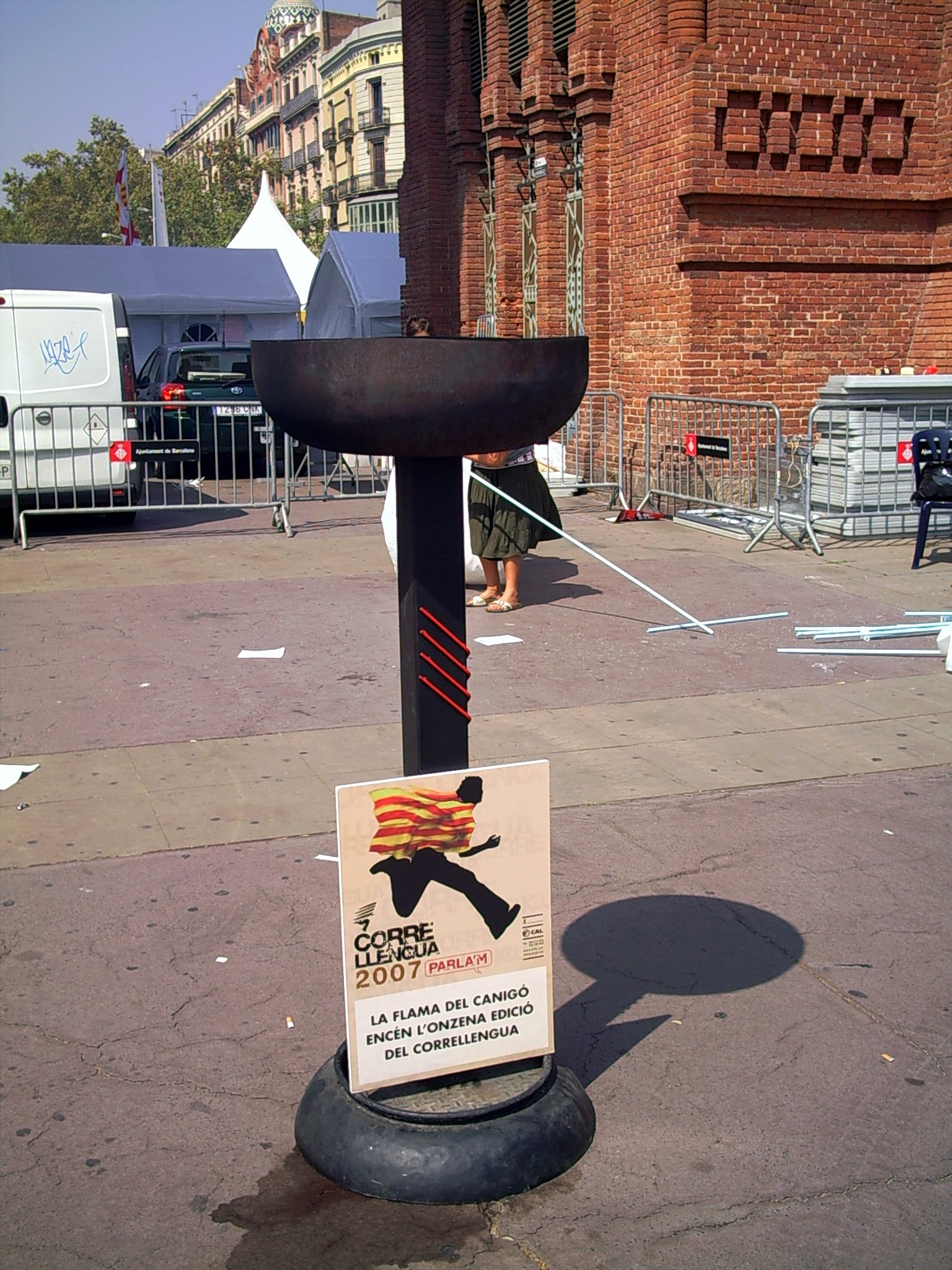
Flama del Canigó, símbol de la llengua catalana, portada a Barcelona, pel Correllengua 2007

El Correllengua s'inspira en la Korrika, una cursa reivindicativa que recorre el País Basc a favor de la llengua basca. L'any 1993, Joves de Mallorca per la Llengua va organitzar una iniciativa similar a Mallorca, en defensa del català, que va esdevenir el primer Correllengua. El 1995 es va començar a fer al País Valencià de la mà d'Acció Cultural del País Valencià, i a partir de 1996, la CAL es va fer càrrec de la seva celebració a Catalunya, la Catalunya Nord, Andorra, Menorca, Eivissa i la Franja de Ponent.
Edició rere edició, el Correllengua ha guanyat suport i implantació, i ha passat de la dotzena de poblacions implicades en els primers Correllengües a les més de 300 que hi participen actualment arreu dels Països Catalans. Al Principat, el 2010 es comptabilitzaren 131 Correllengües, mentre que el 2011 en foren 153.

## Objectius
El Correllengua vol aconseguir, per mitjà d'una iniciativa oberta, participativa i popular, el ple reconeixement de la unitat de la llengua catalana, la seva oficialització a tot el territori i el foment d'uns hàbits interpersonals de fidelitat lingüística. En la consecució d'aquests objectius es vol implicar a totes aquelles persones desconeixedores de la llengua i la cultura catalanes, siguin o no nouvingudes.
Inicialment, el Correllengua s'estructurava en quatre columnes que recorrien quatre parts diferents del territori. Cadascuna duia el nom d'una persona de renom vinculada a la llengua i la cultura catalanes, per un període de dos anys. A partir del 2009 es tria únicament un personatge per a ser homenatjat, que esdevé la línia comuna de treball arreu dels territoris on se celebra l'esdeveniment. A continuació es pot veure la relació d'edicions amb la de personatges homenatjats:
| Any  | Personatge/s                                                                | Notes |
| ---- | --------------------------------------------------------------------------- | --- |
| 2001 | Maria Mercè Marçal Ramon Barnils Ovidi Montllor Mercè Rodoreda              | |
| 2002 | Maria Mercè Marçal Ramon Barnils Ovidi Montllor Mercè Rodoreda              | |
| 2003 | Lola Anglada Vicent Andrés i Estellés Jaume Fuster Francesc de Borja Moll   | |
| 2004 | Lola Anglada Vicent Andrés i Estellés Jaume Fuster Francesc de Borja Moll   | |
| 2005 | Avel·lí Artís-Gener «Tísner» Jesús Moncada Guillem d'Efak Ovidi Montllor    | |
| 2006 | Avel·lí Artís-Gener «Tísner» Jesús Moncada Guillem d'Efak Ovidi Montllor    | |
| 2007 | Joan Oliver «Pere Quart» Maria Aurèlia Capmany Montserrat Roig Jaume Fuster | |
| 2008 | Joan Oliver «Pere Quart» Maria Aurèlia Capmany Montserrat Roig Jaume Fuster | |
| 2009 | Manuel de Pedrolo                                                           | Amb motiu del 20è aniversari de la seva mort.                                                                                 |
| 2010 | Salvador Espriu                                                             | Amb motiu del 25è aniversari de la seva mort.                                                                                 |
| 2011 | Joan Oliver «Pere Quart»                                                    | Amb motiu del 25è aniversari de la seva mort. En alguns indrets també es va dedicar a Enric Valor i Manuel Sanchis i Guarner. |
| 2012 | Lluís M. Xirinacs                                                           | Amb motiu del 5è aniversari de la seva mort.                                                                                  |
| 2013 | Miquel Martí i Pol                                                          | Amb motiu del 10è aniversari de la seva mort.                                                                                 |
| 2014 | Maria Mercè Marçal                                                          | El Correllengua es dedica per primer cop de manera monogràfica a una figura femenina.                                         |
| 2015 | Ovidi Montllor                                                              | Amb motiu del vintè aniversari del seu comiat.                                                                                |
| 2016 | Montserrat Roig                                                             | Amb motiu del 25è aniversari de la seva mort.                                                                                 |
| 2017 | Lola Anglada                                                                | Amb motiu del 125è aniversari del seu naixement.                                                                              |
| 2018 | Nova Cançó                                                                  | [ 6 ] |
| 2019 | Pere Calders                                                                | Amb motiu del 25è aniversari de la seva mort.                                                                                 |
| 2020 | Josep Carner                                                                | |
| 2021 | Isabel-Clara Simó                                                           | |
| 2022 | Joan Fuster                                                                 | Amb motiu del centenari del seu naixement.                                                                                    |
| 2023 | Joan Brossa                                                                 | Amb motiu del 25è aniversari de la seva mort.                                                                                 |
| 2024 | Carme Junyent                                                               | Bateig de la gegantona Carme en Acció.                                                                                        |

## Autors del Manifest del Correllengua des del 2008
| Any  | Autor/a                 | Notes |
| ---- | ----------------------- | ----- |
| 2008 | Isabel Clara Simó       |       |
| 2009 | Víctor Alexandre        |       |
| 2010 | Patrícia Gabancho       |       |
| 2011 | Cesk Freixas            |       |
| 2012 | Màrius Serra            |       |
| 2013 | Josep Maria Terricabras |       |
| 2014 | Vicent Partal           |       |
| 2015 | Salvador Cardús         |       |
| 2016 | Vicenç Villatoro        |       |
| 2017 | Núria Cadenes           |       |
| 2018 | Alguer Miquel           |       |
| 2019 | Jordi Cuixart           |       |
| 2020 |                         |       |
| 2021 | Carme Junyent           |       |
| 2022 | Vicent Partal           | [ 7 ] |
| 2023 | Carme Sansa             | [ 8 ] |
| 2024 | Jordi Badia             | [ 9 ] |
|      |                         |       |